# Dreamtale
Dreamtale es una banda de power metal formada en 1998 en Finlandia, fundada por el guitarrista de la banda, Rami Keränen. En agosto del 2001 la banda firma contrato con la discográfica
finlandesa, Spinefarm Records.

## Miembros

### Miembros actuales
- Nitte Valo – vocals (2019–)
- Rami Keränen – guitars (1999–), vocals (1999–2002), keyboards (1999-2000)
- Mikko Hepo-Oja – bass (2019–)
- Akseli Kaasalainen – keyboards (2006–)
- Janne Juutinen – drums (2014–)

### Miembros anteriores
- Kalle-Pekka Ware - guitar (1999)
- Petri Laitinen - bass (1999-2000)
- Kimmo Arramies -  session bass (2000)
- Mikko Viheriälä - session keyboards (2000)
- Turkka Vuorinen – keyboards (2000–2006)
- Alois Weimer – bass (2000–2002)
- Tomi Viiltola – vocals (2002–2003)
- Esa Orjatsalo – guitar (1999–2004)
- Jarkko Ahola – vocals (2003–2005)
- Arto Pitkänen – drums (2007–2010)
- Rolf Pilve – drums (2005–2007)
- Nils Nordling – vocals (2005–2007)
- Pasi Ristolainen – bass (2002–2008)
- Mikko Mattila – guitar (2004–2007)
- Petteri Rosenbom – drums (1999–2005, 2010–2014)
- Erkki Seppänen – vocals (2007–2019)
- Seppo Kolehmainen – guitar (2007–2019)
- Heikki Ahonen – bass (2009–2019)

## Discografía

### Álbumes en estudio
- Beyond Reality (2002)
- Ocean's Heart (2003)
- Difference (2005)
- Phoenix (2008)
- Epsilon (2011)
- World Changed Forever (2013)
- Seventhian ...Memories of Time (2016)
- Everlasting Flame (2022)

### Sencillos
- Wellon (2005)
- Payback (2008)